# Terry Richardson
Terrence Richardson, detto Terry (New York, 14 agosto 1965), è un fotografo e regista statunitense.
Ha realizzato campagne pubblicitarie per Marc Jacobs, Aldo, Supreme, Sisley, Tom Ford e Yves Saint Laurent, tra gli altri, e ha anche lavorato per riviste come Rolling Stone, GQ, Vogue, Vanity Fair, Harper's Bazaar, i-D e Vice.
Dal 2001, Richardson è stato accusato da diverse modelle di aggressioni e sfruttamento sessuale durante i servizi di moda . Nel 2017, marchi e riviste che avevano collaborato con Richardson in passato hanno interrotto i rapporti lavorativi . Nel gennaio 2018, è stato riferito che Richardson è sotto inchiesta dalla polizia di New York City in relazione a molteplici accuse di aggressione sessuale .

## Biografia
Cresciuto tra Hollywood e Ojai, in California, è figlio del famoso fotografo Bob Richardson. Dopo una carriera musicale durata 5 anni nel gruppo punk-rock The Invisible Government, comincia ad appassionarsi di fotografia, prima facendo da assistente a Tony Kent, poi mettendosi in proprio.

## Carriera

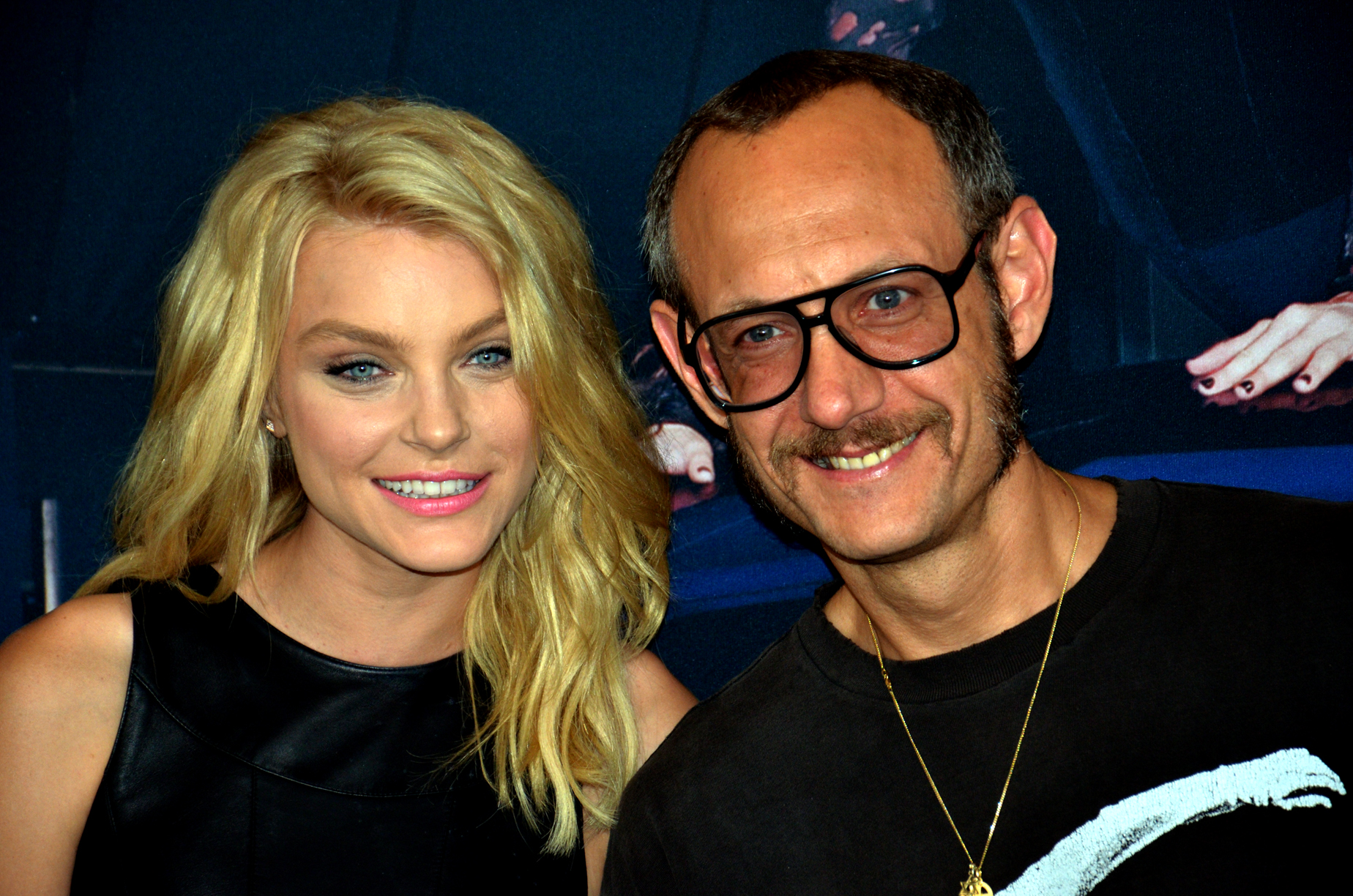
Jessica Stam e Terry Richardson

Ha realizzato controverse e molto spesso censurate campagne di moda per il gruppo fiorentino Gucci, Marc Jacobs, Levi's, Miu Miu, Louis Vuitton, Pirelli, Hugo Boss, Anna Molinari, Costume National, Tom Ford, Diesel, Tommy Hilfiger, Yves Saint Laurent, Supreme NYC e soprattutto Sisley e per riviste come GQ, Vogue, Interview, Harper's Bazaar, The Face, Penthouse, Sports Illustrated, Vanity Fair, Arena Homme, Playboy, Vice e Rolling Stone.
Tra i tanti personaggi immortalati dal suo obiettivo troviamo Madonna, Kate Moss, Matthew Gray Gubler, Vincent Gallo, Sharon Stone, Juliette Lewis, Leonardo DiCaprio, Macaulay Culkin, Tom Ford, Eva Riccobono, Mickey Rourke, Pink (cantante), Amy Winehouse, Marc Jacobs, Lil' Kim, Chloë Sevigny, Nicolas Cage, Catherine Deneuve, Tony Ward, Lenny Kravitz, Dennis Hopper, Karl Lagerfeld, Jessica Alba, Jared Leto, Lana Del Rey, Lady Gaga, Britney Spears, Kate Upton, Miley Cyrus, Rihanna, Sky Ferreira e Naya Rivera.
La fotografia di Terry Richardson è nota per il suo stile provocatorio e trasgressivo. Molto spesso autobiografico e narcisista, il suo lavoro è considerato di rilievo nell'ambito della fotografia contemporanea, come Nan Goldin e Wolfgang Tillmans. Tra le sue influenze artistiche c'erano Larry Clark, Helmut Newton, Diane Arbus e Robert Frank.
Nel 2010 è il fotografo del Calendario Pirelli; per l'occasione sceglie la location di Bahia, regione del Brasile. Il suo lavoro subisce qualche critica dovuta alla scelta del nudo: per la prima volta dopo decenni, infatti, tornano modelle senza veli su The Cal. Nello stesso anno, inoltre, partecipa alle registrazioni del video musicale di Hurricane dei Thirty Seconds to Mars. Nel 2011 immortala Lady Gaga per il libro Lady Gaga x Terry Richardson.

## Vita privata
All'epoca della sua nascita, suo padre Bob era fra i più pagati e controversi fotografi nell'ambiente della moda ma si ritrovò successivamente a vivere da senzatetto nelle strade di Los Angeles a causa di problemi con le droghe e di attacchi di schizofrenia. Solo grazie all'aiuto di un amico, a 60 anni si trasferì a New York dove ricominciò ad insegnare e a fotografare. Terry Richardson è stato sposato con la modella Nikki Uberti. Successivamente ha avuto una relazione con la top model e attrice canadese Shalom Harlow.

## Videografia
- 1999: Primal Scream - Swastika Eyes
- 1999: Jon Spencer Blues Explosion - Magical Colors
- 1999: Death in Vegas - Aisha
- 2003: Whirlwind Heat - Purple
- 2005: Queens of the Stone Age - Everybody Knows that You're Insane
- 2007: Young Love - Find a New Way
- 2012: Odd Future - Oldie
- 2012: Sky Ferreira - Red Lips
- 2013: Miley Cyrus - Wrecking Ball
- 2013: Lady Gaga featuring R. Kelly - Do What U Want
- 2013: Taylor Swift - The Last Time
- 2017: Anitta - Vai Malandra